# Doryanthes excelsa
Doryanthes excelsa là một loài thực vật có hoa trong họ Doryanthaceae. Loài này được Corrêa mô tả khoa học đầu tiên năm 1802.

## Hình ảnh

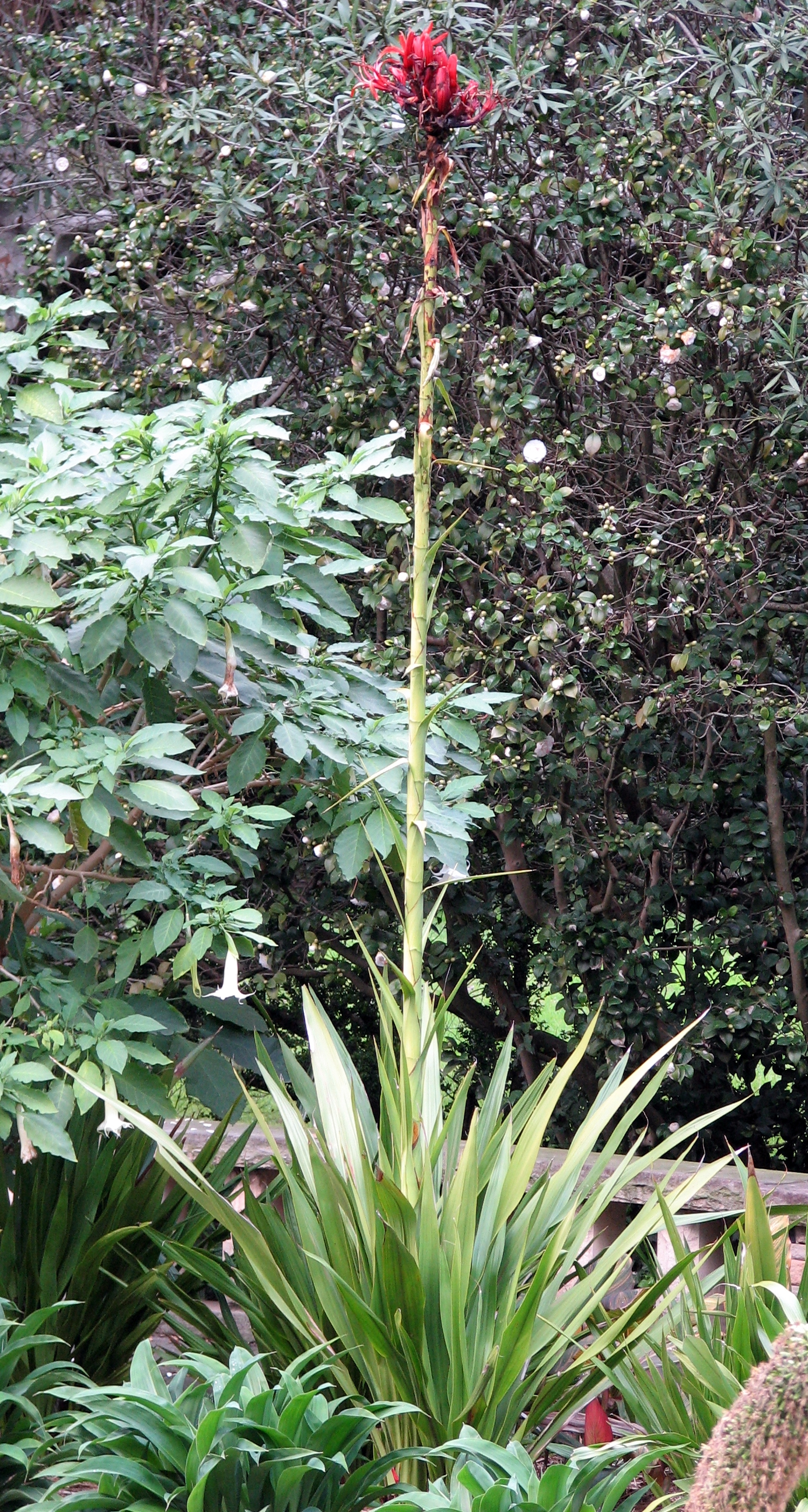
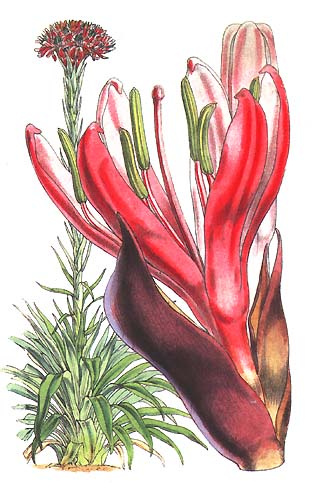
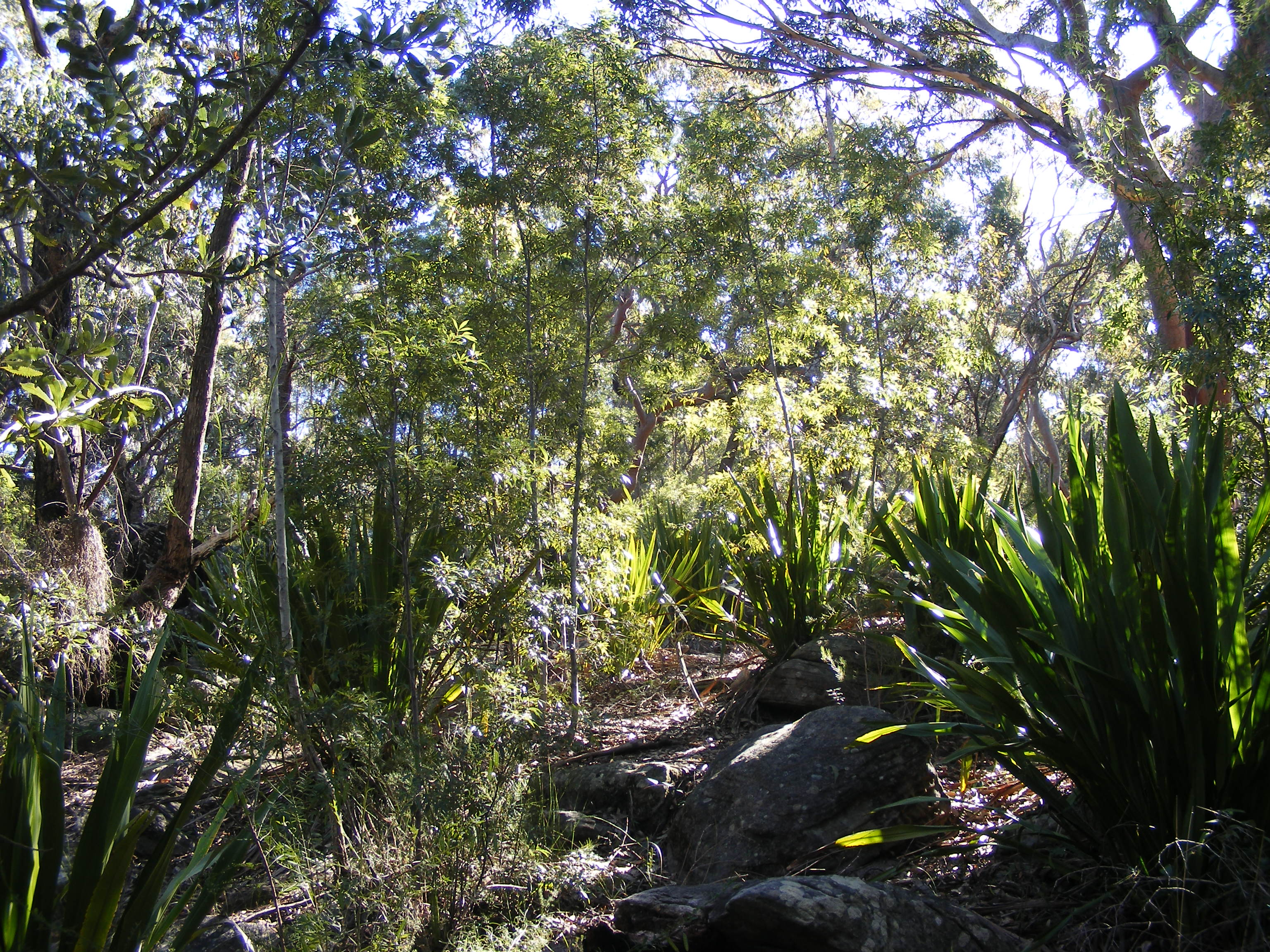
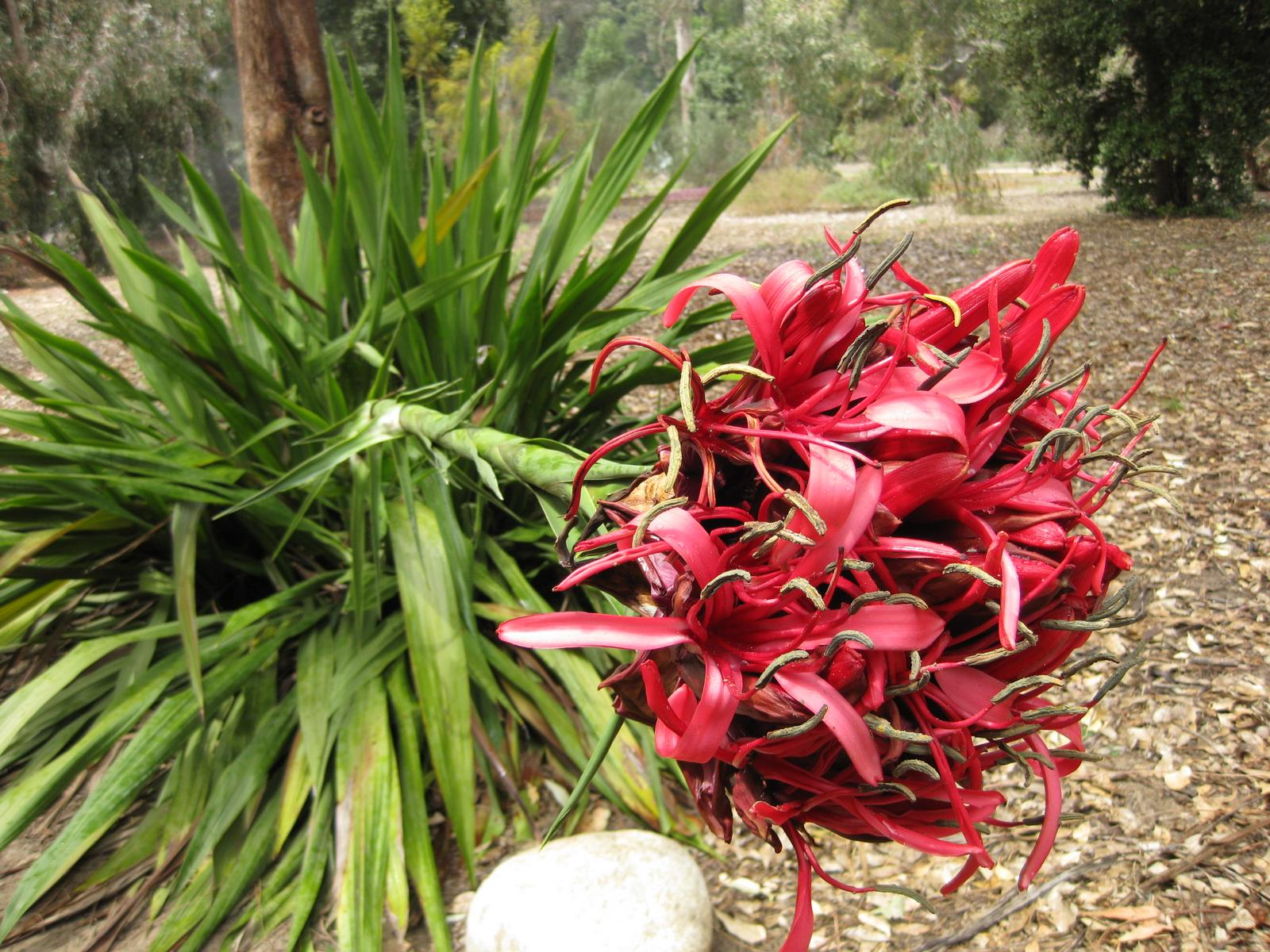